# Luis Antonio Meza
Luis Antonio Meza Casas (Lima, 4 de mayo de 1931-ibíd., 10 de marzo de 2014) fue un compositor y director de orquesta peruano.

## Biografía
Sus padres fueron Arturo MEZA Cavalié (abogado de profesión) nacido en Huánuco y doña "Melita" Amelia CASAS.
Sus abuelos paternos fueron: Domingo MEZA Daza y doña Maria CAVALIÉ Rojas (hija de Marcelin CAVALIÉ (Fabre) (francés) y doña Andrea Rojas Ulloa.
Estudió en el Colegio Anglo-Peruano. Desde muy joven mostró su predilección por la música y por la composición. A los 8 años pensaba componer una ópera dedicada a Pachacutec Inca. Hizo sus estudios universitarios en la Universidad Nacional Mayor de San Marcos.
Luego de sus estudios de música, en 1950 tuvo la oportunidad de participar como Director de Orquesta en un evento realizado en Arequipa. Dirigió en muchas oportunidades la Orquesta Sinfónica Nacional del Perú.
Desde 1958 colaboró con el diario El Comercio de Lima, en su sección Cultural. Fue profesor del Conservatorio Nacional de Música de Lima, e impulsor de la Asociación Prolírica del Perú.

## Obras
Compuso más de 50 piezas musicales, de las cuales alrededor de 40 han sido ejecutadas en el Perú y el extranjero.
También escribió:
- Luis Antonio Meza Casas, Música Académica en Enciclopedia Temática del Perú Vol. XVI, Empresa Editora El Comercio, S. A., Lima, ISBN 9972-752-16-X

## Premios y reconocimientos
- Medalla de Honor de la Cultura Peruana del Instituto Nacional de Cultura del Perú (2005).